# ハイ・ファイ・エリントン・アップタウン
『ハイ・ファイ・エリントン・アップタウン』（Hi-Fi Ellington Uptown）は、アメリカ合衆国のジャズ・ピアニスト、ビッグバンド・リーダーのデューク・エリントンがビッグバンド編成で録音し、1952年に発表したアルバムである。

## 概要
1951年初頭のデューク・エリントン楽団は結成以来の危機と言っても良い状況に見舞われていた。それは同年3月にバンドの中核的メンバーであったアルト・サクソフォーン奏者ジョニー・ホッジスが、自楽団結成のためにバンドを抜け、トロンボーン奏者ローレンス・ブラウンとドラマーのソニー・グリアがそれと行動を共にしたのである。3人共エリントン楽団にとって欠かせない存在であっただけに、痛手は大きかったが、エリントンは直ちにかつての在籍メンバーだったトロンボーン奏者、フアン・ティゾールに復帰を要請した。ティゾールはこれに応え、自分が当時在団していたハリー・ジェームス楽団からアルト・サクソフォーン奏者のウィリー・スミスと、ドラマーのルイ・ベルソンを連れてエリントン楽団に移籍した。
窮地を凌いだエリントンは、一気に若返りを果たした新しいバンドでアルバムの録音を行なう。丁度レコードがSPからLPに代ろうとしていた時期であり、エリントンは新曲「コントラヴァーシャル組曲」や、歌手ベティ・ロッシェが参加した「A列車で行こう」などの往年の代表曲を1951年の暮れから翌年にかけて6曲を録音した。新メンバーの加入は、バンドの音色に大きな変化をもたらし、特にルイ・ベルソンのドラムは、バンドを鼓舞し猛烈にドライブさせるようになる。ベルソン自身が作編曲も手がけた「スキン・ディープ」では長いドラム・ソロを展開し、ライブ等では華々しいショー・アップ・ナンバーとなった。ベルソンは1952年まで在籍し、「ホーク・トークス」などの自作曲をエリントン楽団と演奏し人気を博した。
『ハイ・ファイ・エリントン・アップタウン』はデューク・エリントンの1950年代を代表するアルバムに数えられているが、1953年には「コントラヴァーシャル組曲」を、ほぼ同時期に録音された「ハーレム組曲」に差し替えたアルバム『エリントン・アップタウン』が発表された。双方とも似たタイトルのアルバムであり、混乱を避けるためか、今日『ハイ・ファイ・エリントン・アップタウン』には「ハーレム組曲」をボーナス・トラックとして追加収録することが多くなっている。また、アルバム・ジャケットにはジェイ・マイセル（Jay Maisel）が撮影したエリントンの写真が用いられている。

## 2つの組曲について
このアルバムに収録された「コントラヴァーシャル組曲」（The Controversial Suite）は、エリントン自身の音楽の変遷を再現した「ビフォア・マイ・タイム」（Before My Time）と、将来の自身の音楽を模索した「レイター」（Later）の2つのパートからなる組曲で、1950年に作曲され、翌年1月21日にメトロポリタン・オペラ・ハウスにて初演された。一方、「ハーレム組曲」（The Harlem Suite）は、ハーレムに住むアフリカ系アメリカ人の歴史と生活を音で描いたものである。約13分に及ぶ大作であり、エリントン楽団が1950年5月から6月にかけて行なったヨーロッパ・ツアーの帰途船上で書かれたと言われている。また、この曲は別名として「ア・トーン・パラレル・トゥ・ハーレム」（A Tone Parallel to Harlem）とも呼ばれている。

## 収録曲
レコード初発売時の表記に基づく。
1. スキン・ディープ - "Skin Deep" （Bellson） - 6:58
2. ザ・ムーチ - "The Mooche" （Ellington-Mills） - 6:36
3. A列車で行こう - "Take the “A” Train" （Strayhorn） - 8:00
4. パーディド - "Perdido" （Drake-Lenk-Tizol） - 8:23
5. コントラヴァーシャル組曲 - "The Controversial Suite" （Ellington） - 10:30

## 演奏者
- キャット・アンダーソン (Cat Anderson) - トランペット
- ハロルド・ベイカー (Harold Baker) - トランペット
- ウィリー・クック (Willie Cook) - トランペット
- レイ・ナンス (Ray Nance) - トランペット
- クラーク・テリー (Clark Terry) - トランペット
- フランシス・ウィリアムス (Francis Williams) - トランペット
- クエンティン・ジャクソン (Quentin Jackson) - トロンボーン
- フアン・ティゾール (Juan Tizol) - トロンボーン
- ブリット・ウッドマン (Britt Woodman) - トロンボーン
- ヒルトン・ジェファーソン (Hilton Jefferson) - アルト・サクソフォーン
- ラッセル・プロコープ (Russell Procope) - アルト・サクソフォーン、クラリネット
- ウィリー・スミス (Willie Smith) - アルト・サクソフォーン
- ポール・ゴンザルヴェス (Paul Gonsalves) - テナー・サクソフォーン
- ジミー・ハミルトン (Jimmy Hamilton) - クラリネット、テナー・サクソフォーン
- ハリー・カーネイ (Harry Carney) - バリトン・サクソフォーン、バス・クラリネット
- デューク・エリントン (Duke Ellington) - ピアノ
- ビリー・ストレイホーン (Billy Strayhorn) - ピアノ
- ウェンデル・マーシャル (Wendell Marshall) - ベース
- ルイ・ベルソン (Louis Bellson) - ドラム
- ベティ・ロッシェ (Betty Roche) - ボーカル

## 主な発売記録
- レコード　1952年 コロムビア・レコード CL-830
- CD 1997年 ソニー SRCS-9207
- SACD 2000年 同上 SRGS-4547
- ブルースペックCD 2009年 SICP-20089